# Korbinian Brodmann
Korbinian Brodmann (17. listopadu 1868 – 22. srpna 1918) byl německý neuropsychiatr, který se proslavil zmapováním mozkové kůry a definováním 52 odlišných oblastí. Každá z nich je pojmenovaná jako Brodmannova area, na základě jejich histologických charakteristik.

## Životopis
Narodil se 17. listopadu roku 1868 v pruském Liggersdorfu. Medicínu studoval v Mnichově, Würzburgu, Berlíně a Freiburgu, kde v roce 1895 získal lékařský diplom. Následně studoval na lékařské fakultě univerzity v Lausanne ve Švýcarsku a poté pracoval na univerzitní klinice v Mnichově. V roce 1898 získal na univerzitě v Lipsku titul doktora medicíny s prací o chronické ependymální skleróze.
V letech 1900 až 1901 působil na psychiatrické klinice univerzity v Jeně u Ludwiga Binswangera a v městském ústavu pro duševně choré ve Frankfurtu. Tam se seznámil s Aloisem Alzheimerem, který měl vliv na jeho rozhodnutí věnovat se základnímu neurovědnímu výzkumu.
Následující roky úzce spolupracoval s francouzským neurologem Cécilem Vogtem-Mugnierem a německým psychiatrem Oskarem Vogtem.
V roce 1909 publikoval svůj výzkum korové cytoarchitektoniky v monografii (lokalizace v mozkové kůře). Tato kniha proslulá tím, že obsahovala první mapu mozkové kůry založenou na regionálních rozdílech ve struktuře. Jednotlivé oblasti se později staly známými pod názvem Brodmannova area.
Po dokončení práce v Berlíně nastoupil na univerzitu v Tübingenu. Zde se habilitoval a v roce 1913 byl jmenován profesorem. V letech 1910 až 1916 působil jako lékař a vedoucí anatomické laboratoře na univerzitní psychiatrické klinice. V roce 1916 se přestěhoval do Halle, kde pracoval v městské nemocnici v Nietlebenu. Nakonec v roce 1918 přijal pozvání mnichovské univerzity, aby vedl histologickou skupinu v psychiatrickém výzkumném centru.
Zemřel náhle 22. srpna roku 1918 v Mnichově na sepsi po zápalu plic ve věku nedožitých 50 let.